# Loris Baldacci
 (juillet 2025).
Motif : l'utilisateur qui a apposé ce bandeau n'a pas précisé le motif de la pose.
- Archive Wikiwix
- Bing
- Cairn
- DuckDuckGo
- E. Universalis
- Gallica
- Google
- G. Books
- G. News
- G. Scholar
- Persée
- Qwant
- (zh) Baidu
- (ru) Yandex
- (wd) trouver des œuvres sur Wikidata

| 1. | Préciser le motif de la pose du bandeau. | Précisez le motif de la pose du bandeau en utilisant la syntaxe suivante : {{admissibilité à vérifier\|date=juillet 2025\|motif=remplacez ce texte par le motif}}                   |
| 2. | Informer les utilisateurs concernés.     | Pensez à avertir le créateur de l'article, par exemple, en insérant le code ci-dessous sur sa page de discussion : {{subst:avertissement admissibilité à vérifier\|Loris Baldacci}} |

Loris Baldacci, né le 7 juin 1987, est un pilote de rallye saint-marinais.

## Biographie
Loris Baldacci commence sa carrière automobile en 2005 par le 21e Rallye Sprint Bruckneudorf sur une Fiat Stilo Abarth. il termine ce dernier à la 25ème place au classement général.
Il prend part à 65 départs (dont 16 en Championnat du Monde et 1 en Championnat d'Italie) pour 16 abandons.
Il effectue son dernier rallye en 2023,  le 3ème Rallye del Brunello - Storico, sur une Ford Escort RS 2000 MKII. Il rejoint l'arrivée de ce dernier à la 22ème place au classement général.